# MQM Demo
MQM Demo je série šesti dem vytvořených MQM teamem pro počítače Sinclair ZX Spectrum. Zkratka MQM znamená Mata Qjeta Music.

## MQM Demo
MQM je jednoduché demo obsahující 17 skladeb složených v Soundtrackeru. Neobsahuje speciální grafické efekty, v demu se nachází pouze jednoduše scrolující text. Autorem úvodního obrázku při nahrávání dema je nečlen MQM teamu Ruda Musil.

## MQM Demo II - Hard Wedges into Head (MQM 2)
MQM Demo 2 má speciální intro a ve vlastním demu je možné kromě volby hudby nastavit hlasitost přehrávání a rychlost rolujícího textu.

## MQM Demo III: Total Brain Storm (MQM 3)
MQM Demo III: Total Brain Storm obsahuje tříkanálovou samplovanou hudbu pro ZX Spectrum 128K, ale počet použitých samplů v těchto skladbách je malý. Samplovanou hudbu je možné přehrávat i přes jednobitový speaker ZX Spectra 48K. Samplovaná hudba pro demo MQM 3 byla vytvořena v programu Music Maker II. Demo obsahuje jednoduchou grafiku, scrolující text a pohybující se sprajty.

## MQM 4: Next Punch into the Head
V MQM 4 se objevují nejenom ukazatele hlasitosti hudby, ale i ukazatele frekvence frekvence aktuálně přehrávaného tónu. Žádné speciální efekty či grafika se v něm nenacházejí. Demo se ovládá pomocí joysticku připojeného přes ZX Interface 2.

## MQM 5: The Reject
Na rozdíl od předcházejících dem série není MQM team autorem celého dema, některé části byly vytvořeny Artem, Matlasoftem a Scalexem (NOP guest part),  autory jiných částí jsou 3SC, Busy Soft & Hard, CBM, Johnny Renegade, Noro Hard & Soft a Omega. V demu se objevuje efekt, kdy je pohybováno obrázkem větším než je rozměr obrazovky.

## MQM 6
Autory MQM 6 je už pouze Michal Matějka z původního MQM teamu a Miroslav Jelínek vystupující pod přezdívkou CBM. Demo existuje i v remixu pouze pro počítače ZX Spectrum 128K.